# Torarinn Halldorsson
Torarinn Halldorsson, död 1667, var en islänning som blev avrättad för trolldom. Hans avrättning var den första för häxeri sedan häxprocessen i Kirkjuból och häxjakten fortsatte sedan fram till den sista avrättningen 1683.
Mellan 1604 och 1720 förekom 120 häxprocesser på Island, med 22 avrättningar mellan 1625 och 1683, de flesta i Västfjordarna.
Torarinn Halldorsson var naturläkare och anlitades för att bota både människor och djur från sin gård Birnustadir i Ogursveit. Han använde sig av runor (galder). När en av hans patienter, en flicka, avled, fick prästen Sigurdur Jonsson i Ogur tag på ett bräde med hans runor och anmälde honom. När prästen avled, utpekades han även för dennes död liksom flickans. Han flydde, men greps i Stadarsveit i Snaefellsnes. Han flydde ännu en gång och greps i Rangarvellir. Under rättegången var ingen villig att svära för honom. Han dömdes som skyldig och sändes till alltinget, där han brändes vid Tingvellir. Han var den första dokumenterade avrättningen för trolldom där. 